# Ice (Schiff)
Die Ice ist eine Megayacht im Besitz des äquatorialguineanischen Politikers Teodorín Obiang und belegte 2023 Platz 88 in der Liste der längsten Motoryachten der Welt. 2006 gewann sie den Preis als „Superyacht des Jahres“.

## Geschichte
Die Yacht wurde im Auftrag von Augusto Perfetti von Tim Heywood und Terence Disdale entworfen und unter dem Namen "Project Rainbow" von der deutschen Lürssen-Werft in Bremen gebaut. Zunächst trug sie den Namen Air, jedoch verkaufte Perfetti sie 2005 vor ihrer Fertigstellung an den russischen Milliardär Suleiman Kerimow. Dieser verkaufte die Yacht 2015 für 130 Millionen Euro an Obiang. Die Ice ist auf den Cayman Islands registriert. Die Ice wurde bei den World Superyacht Awards 2006 als "Superyacht of the Year" ausgezeichnet.

## Ausstattung

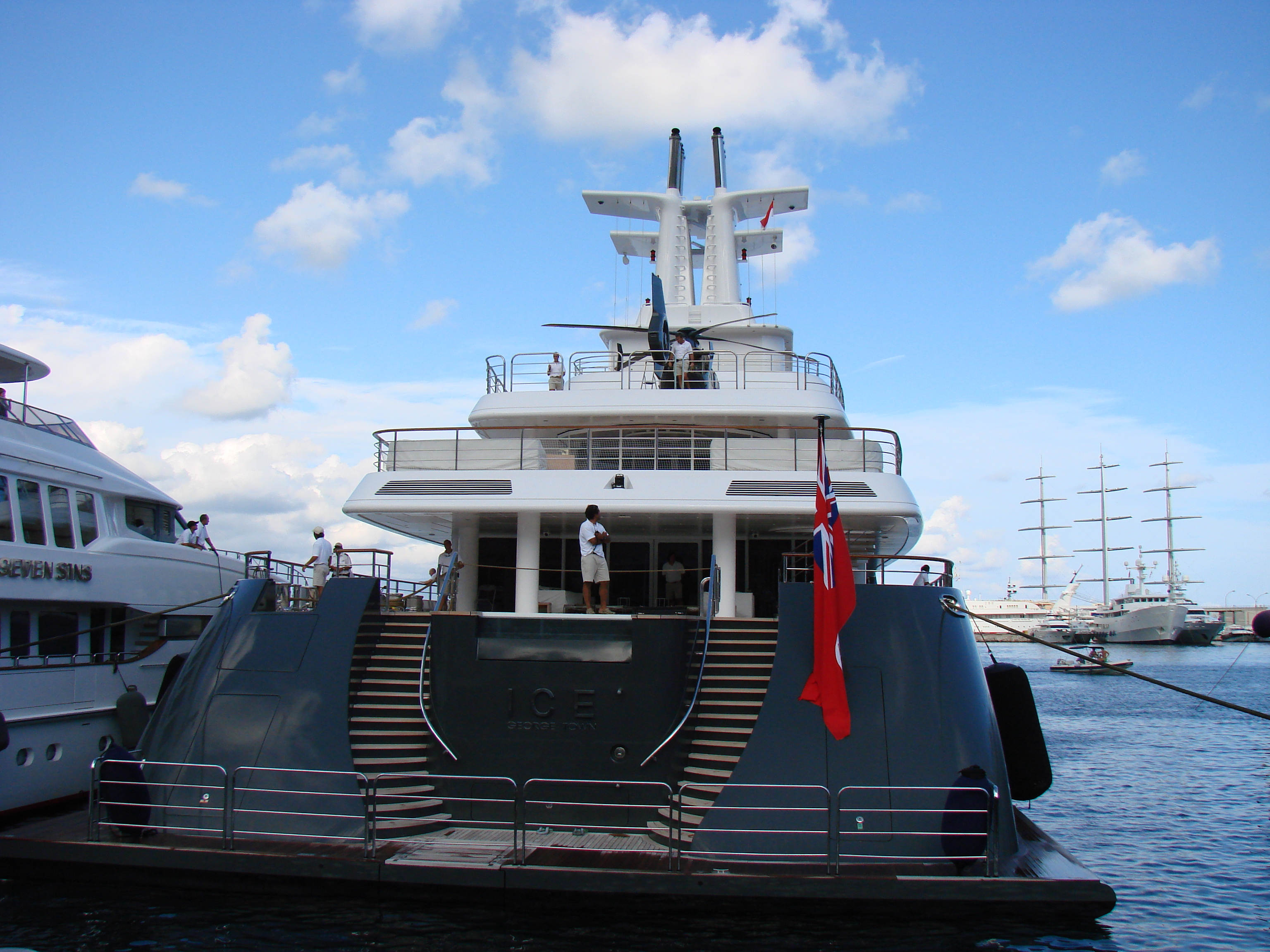
Die Ice im Hafen von Monte-Carlo

Die Ice ist mit einer dieselelektrischen Antriebsanlage ausgestattet, die aus zwei Deutz-Generatoren besteht, welche den Strom für zwei ABB-Typ-5-POD-Antriebe erzeugen. Das Schiff erreicht eine Höchstgeschwindigkeit von bis zu 18 Knoten. Als eine der umweltfreundlichsten Motoryachten verfügt sie sowohl über modernste Lärm- und Vibrationsdämpfer als auch über ein Kontrollsystem zur Abgasminimierung. Mit den 400.008 l großen Tanks ist die Ice in der Lage rund 6.000 Seemeilen zurückzulegen.
Auf dem Oberdeck befinden sich ein Swimming-Pool, Fitnessstudio, Schönheitssalon, Whirlpool und ein Helipad inklusive eines AgustaWestland AW169. Die Yacht bietet Platz für 14 Gäste und 27 Crewmitglieder.